# Ingrid Pons
Ingrid Pons (27 de fevereiro de 1975) é uma ex-basquetebolista profissional espanhola.

## Carreira
Ingrid Pons integrou Seleção Espanhola de Basquetebol Feminino em Atenas 2004, terminando na sexta posição.